# 馮均璉
馮均璉（1906年—1949年11月30日），字錫瑛，四川省平昌設治局岳家鎮人，民國三十七年（1948年）第一屆立法委員選舉中被選為四川省第七選區立法委員

## 經歷
民國12年（1923年）起歷任：
- 巴中防區民團督練
- 巴中縣禁菸局長
- 國民革命軍第二十九軍財政處書記、秘書
- 西北銀行綿陽分行經理
- 江油縣百貨統捐局局長
- 江油縣縣長
- 宜賓禁菸局總務科長
- 涪陵縣政府秘書、兼任中心區區長，[1]
- 什邡縣縣長
- 四川省第十六行政督察區專員公署秘書、代理專員。
- 民國22年（1933年），加入中華民族復興社。
- 民國24年（1935年）至民國25年（1936年），李顯威在涪陵籌劃辦《枳江日報》，任董事長，馮均璉任副社長，委任原中共川東物委秘書長、四川省行動委員青年部部長、共青團四川省委梁佐華為主編。後《枳江日報》更名為《人民日報》。經梁佐華介紹，馮均璉結識中共四川省委書記羅世文和四川省委代理書記張秀熟。在重慶、瀘縣等地成立信義互助會。使梁佐華、廖寒非、方敬修、嚴紀陵、侯德尊等共產黨人加入該會，梁等借機恢復發展了敘、瀘地下黨組織。
- 民國31年（1942年），馮均璉返與鄉人余伯彭、何伯陽等募資成立“十善會”；在金鬥寨創辦私立廣德中學（後改名金山中學）自任董事長。學校可閱《新華日報》、《挺進報》和毛澤東《新民主主義文論》等書報
- 民國33年（1944年），馮均璉在江口發起集股，成立“民本實業股份有限公司”。在上海、武漢、重慶、宜賓設立分公司，南充、瀘州、萬縣、南部、巴中、通江、南江、萬源、開江、達縣、閬中等地設辦事處，從事金融和商貿業務。兩年間盈利20億元以上，一時名噪全川。
- 民國35年（1946年）10月，平昌設治局組成達廣公路平昌段籌建委員會，由設治局長鮮于挺兼任主任委員，聘馮均璉、孫筱鳴為副主任委員主持籌建事宜。
- 民國37年（1948年），馮均璉當選為第一屆立法委員。5月中旬，他與李顯威提出“清查豪門資本案”，《大公報》以“四川大炮馮均璉”為題報道，轟動南京，因提案被否決，奔上海經梁佐華介紹由王葆真主持參加民革，並受其指派，返川策反。
- 民國38年（1949年），馮均璉在中共中央軍事情報處重慶負責人任廉儒的領導下，策動溫江地區行政專員兼保安司令馮均逸、西南軍政長官公署獨立第364師師長陳宏謨、川南師管區司令馮河圖等通電投誠。
- 民國38年（1949年）11月30日，到兩路口歡迎中國人民解放軍進入重慶，中榴彈當場身亡[2][3]。

## 立法院出席會期
第１屆第１會期
- 內政及地方自治委員會
- 財政及金融委員會
- 教育文化委員會